# Diócesis de Bathurst (Canadá)
La diócesis de Bathurst (en latín: Dioecesis Bathursten(sis) in Canada en francés: Diocèse de Bathurst (Canada) y en inglés: Roman Catholic Diocese of Bathurst in Canada) es una circunscripción eclesiástica latina de la Iglesia católica en Canadá, sufragánea de la arquidiócesis de Moncton. La diócesis tiene al obispo Daniel Jodoin como su ordinario desde el 22 de enero de 2013.

## Territorio y organización
La diócesis tiene 18 770 km² y extiende su jurisdicción sobre los fieles católicos de rito latino residentes en la provincia de Nuevo Brunswick en los condados de Northumberland y Gloucester y la parte oriental del de Restigouche.
La sede de la diócesis se encuentra en la ciudad de Bathurst, en donde se halla la Catedral del Sagrado Corazón.
En 2018 en la diócesis existían 56 parroquias.

## Historia
La diócesis de Chatham fue erigida el 8 de mayo de 1860 con el breve Ex debito pastoralis del papa Pío IX, obteniendo el territorio de la diócesis de Saint John. Originalmente era sufragánea de la arquidiócesis de Halifax.
El 22 de febrero de 1936 cedió una porción de territorio para la erección de la arquidiócesis de Moncton mediante la bula Ad animarum salutem del papa Pío XI, y al mismo tiempo se convirtió en su sufragánea.
El 13 de marzo de 1938 tomó su nombre actual.
El 16 de diciembre de 1944 cedió otra porción de territorio para la erección de la diócesis de Edmundston mediante la bula Ad animarum bonum del papa Pío XII.
El 11 de noviembre de 2008 cedió la parroquia de Beaverbrook a la diócesis de Saint John.

## Estadísticas
De acuerdo al Anuario Pontificio 2019 la diócesis tenía a fines de 2018 un total de 94 406 fieles bautizados.
| Año                                                                             | Población            | Población | Población      | Sacerdotes | Sacerdotes    | Sacerdotes    | Bautizados por sacerdote | Diáconos permanentes | Religiosos | Religiosos | Parroquias |
| Año                                                                             | Bautizados católicos | Total     | % de católicos | Total      | Clero secular | Clero regular | Bautizados por sacerdote | Diáconos permanentes | Varones    | Mujeres    | Parroquias |
| ------------------------------------------------------------------------------- | -------------------- | --------- | -------------- | ---------- | ------------- | ------------- | ------------------------ | -------------------- | ---------- | ---------- | ---------- |
| 1950                                                                            | 86 055               | 113 788   | 75.6           | 135        | 103           | 32            | 637                      |                      | 28         | 424        | 84         |
| 1959                                                                            | 103 562              | 134 000   | 77.3           | 161        | 126           | 35            | 643                      |                      | 49         | 556        | 68         |
| 1966                                                                            | 93 535               | 112 000   | 83.5           | 139        | 105           | 34            | 672                      |                      | 101        | 520        | 55         |
| 1970                                                                            | 96 436               | 115 936   | 83.2           | 126        | 94            | 32            | 765                      |                      | 32         | 443        | 55         |
| 1976                                                                            | 104 907              | 119 092   | 88.1           | 96         | 85            | 11            | 1092                     |                      | 35         | 430        | 55         |
| 1980                                                                            | 111 700              | 122 400   | 91.3           | 111        | 84            | 27            | 1006                     |                      | 45         | 336        | 57         |
| 1990                                                                            | 114 782              | 124 782   | 92.0           | 87         | 70            | 17            | 1319                     |                      | 27         | 299        | 62         |
| 1999                                                                            | 112 130              | 122 130   | 91.8           | 65         | 54            | 11            | 1725                     |                      | 17         | 242        | 62         |
| 2000                                                                            | 110 888              | 120 888   | 91.7           | 61         | 52            | 9             | 1817                     | 1                    | 14         | 236        | 62         |
| 2001                                                                            | 110 563              | 120 563   | 91.7           | 60         | 51            | 9             | 1842                     | 1                    | 14         | 218        | 62         |
| 2002                                                                            | 109 345              | 119 345   | 91.6           | 55         | 49            | 6             | 1988                     | 1                    | 10         | 212        | 62         |
| 2003                                                                            | 110 474              | 120 474   | 91.7           | 55         | 48            | 7             | 2008                     | 1                    | 12         | 206        | 62         |
| 2004                                                                            | 109 634              | 119 634   | 91.6           | 55         | 48            | 7             | 1993                     | 1                    | 13         | 196        | 62         |
| 2006                                                                            | 108 156              | 118 156   | 91.5           | 52         | 45            | 7             | 2079                     |                      | 13         | 187        | 62         |
| 2012                                                                            | 104 900              | 115 300   | 91.0           | 45         | 40            | 5             | 2331                     |                      | 5          | 147        | 57         |
| 2015                                                                            | 93 994               | 103 994   | 90.4           | 35         | 32            | 3             | 2685                     |                      | 3          | 135        | 56         |
| 2018                                                                            | 94 406               | 102 406   | 92.2           | 38         | 33            | 5             | 2484                     |                      | 5          | 123        | 56         |
| Fuente: Catholic-Hierarchy, que a su vez toma los datos del Anuario Pontificio. |                      |           |                |            |               |               |                          |                      |            |            |            |

## Episcopologio
- James Rogers † (8 de mayo de 1860-7 de agosto de 1902 renunció[5])
- Thomas Francis Barry † (7 de agosto de 1902 por sucesión-19 de enero de 1920 falleció)
- Patrice Alexandre Chiasson, C.I.M. † (9 de septiembre de 1920-31 de enero de 1942 falleció)
- Camille-André Le Blanc † (25 de julio de 1942-8 de enero de 1969 renunció[6])
- Edgar Godin † (9 de junio de 1969-6 de abril de 1985 falleció)
- Arsène Richard † (15 de noviembre de 1985-6 de enero de 1989 falleció)
- André Richard, C.S.C. (20 de mayo de 1989-16 de marzo de 2002 nombrado arzobispo de Moncton)
- Valéry Vienneau (3 de julio de 2002-15 de junio de 2012 nombrado arzobispo de Moncton)
- Daniel Jodoin, desde el 22 de enero de 2013